# Hunt Boat Company

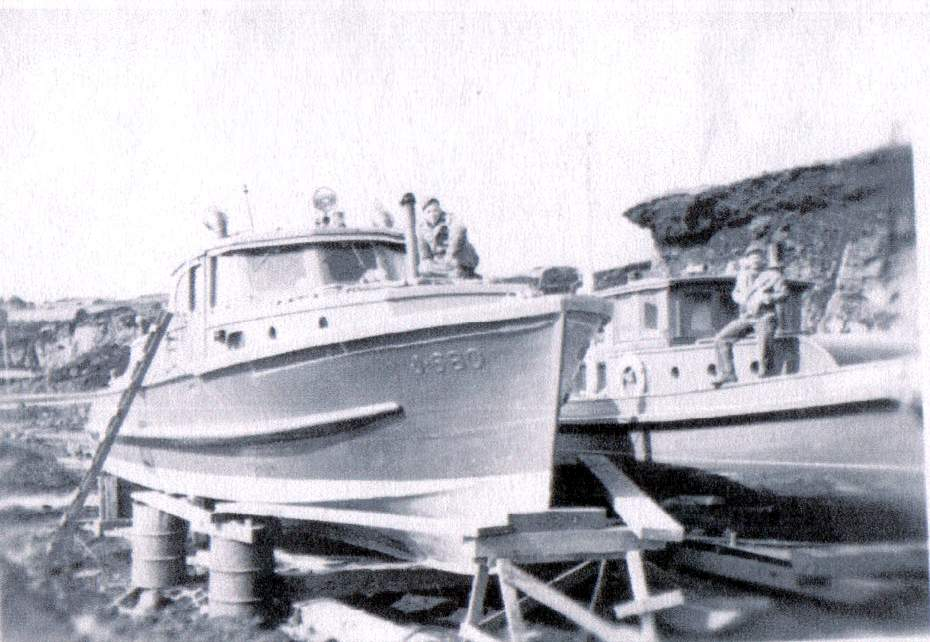
Navire de sauvetage mer-air de 42 pieds de l’US Army Air Forces

Hunt Marine Service et Hunt Boat Company était une entreprise de construction navale de navires en bois implantée à Richmond (Californie). 

## Historique
Hunt Boat Company a été fondée par R. J. Hunt, un architecte naval. Le chantier naval était situé au Richmond Inner Harbor dans le même bassin que le chantier Kaiser No. 1 de Richmond. L’adresse était 790 Wright Avenue, Richmond sur le canal Parr. Avant et après la Seconde Guerre mondiale, Hunt a construit des bateaux rapides et des navires de croisière à cabine fermée construits sur mesure. Le modèle principal était un navire de croisière de 30 pieds,,,.
Pour répondre à la forte demande de navires durant la Seconde Guerre mondiale, le chantier naval Ackerman Boat Company est passé à la construction militaire. Il a construit 13 navires pour l’United States Army  et cinq embarcations pour l’United States Navy. Ces navires ont été affectés sur le théâtre du Pacifique, où ils ont transporté des fournitures et du personnel durant toute la campagne de reconquête des îles.

## Bateaux de sauvetage

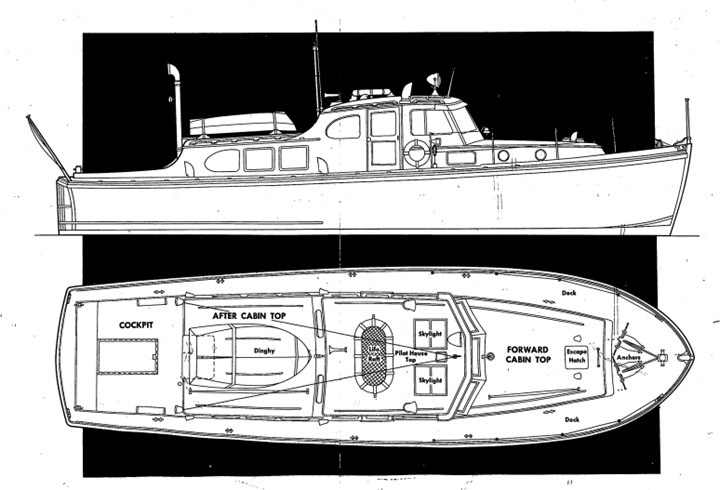
Bateaux de 42 pieds construits pour l’US Army

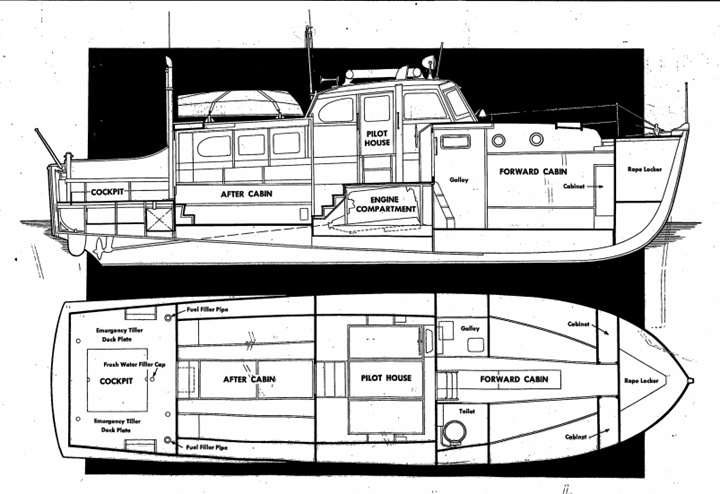
Plan en coupe des bateaux de 42 pieds construits pour l’US Army

Hunt Boat Company a construit en 1943 des bateaux de sauvetage air-mer de 42 pieds pour l’United States Army Air Forces : le Air-Sea-Rescue Boat modèle 221, à moteur à essence, avec deux hélices. Ceux-ci utilisaient deux moteurs marins Hall-Scott/Hudson Invader ou un moteur Kermath Sea Ranger 6 Marine. C’était la plus petite taille des bateaux de sauvetage. Les grands bateaux étaient longs de 63 pieds, 85 pieds ou 104 pieds, :
- P-256
- P-257
- P-258
- P-259
- P-260
- P-261 renommé plus tard Patono

## Patrouilleurs
Hunt Boat Company a construit en 1944 des patrouilleurs et navires de commandement de 42 pieds pour l’US Army, le modèle 221-B, ayant les mêmes spécifications que les bateaux de sauvetage air-mer :
- J-1363
- J-1364
- J-1365
- J-1366
- J-1367
- J-1368
- J-1369
- J-1370
- J-1371
- J-1372
- J-1373
- J-1374

## Remorqueurs
Remorqueurs modèle 329, de 36 pieds, construit en 1943 pour l’US Army Transport Service. L’US Army les désignait comme Marine Tractor ou Motor Towboat (MT)
- MT 383
- MT 384
- MT 385
- MT 386
- MT 387
- MT 388
- MT 389